# Olimpiada Internacional de Informática
La Olimpiada Internacional de Informática es una más de las Olimpiadas Internacionales de Ciencias, que tiene como objetivo potenciar el aprendizaje de la informática en alumnos de secundaria y preparatoria (nivel medio y medio superior).
Los problemas de esta competición están orientados a los algoritmos. No se requiere mucho conocimiento en cuanto al uso del API, pero sí habilidad en la resolución de problemas y en el diseño de algoritmos.
Al concurso asisten 4 seleccionados de cada uno de los más de 80 países que participan.  Los 4 seleccionados son elegidos de entre miles de estudiantes que participan en las olimpiadas regionales y nacionales en sus países. 

## Ediciones
La primera edición de la Olimpiada se realizó en 1989, y desde entonces se han realizado 31 ediciones de la misma:
- IOI 1989: Pravetz, Bulgaria
- IOI 1990: Minsk, Bielorrusia
- IOI 1991: Atenas, Grecia
- IOI 1992: Bonn, Alemania
- IOI 1993: Mendoza, Argentina
- IOI 1994: Haninge, Suecia
- IOI 1995: Eindhoven, Países Bajos
- IOI 1996: Veszprém, Hungría
- IOI 1997: Ciudad del Cabo, Sudáfrica
- IOI 1998: Setúbal, Portugal
- IOI 1999: Antalya, Turquía
- IOI 2000: Pekín, China
- IOI 2001: Tampere, Finlandia
- IOI 2002: Yongin, Corea
- IOI 2003: Kenosha-Wisconsin, Estados Unidos
- IOI 2004: Atenas, Grecia
- IOI 2005: Nowy Sącz, Polonia
- IOI 2006: Mérida, Yucatán, México
- IOI 2007: Zagreb, Croacia
- IOI 2008: El Cairo, Egipto
- IOI 2009: Plovdiv, Bulgaria
- IOI 2010: Waterloo, Ontario, Canadá
- IOI 2011: Bangkok, Tailandia
- IOI 2012: Milán, Italia
- IOI 2013: Brisbane, Australia
- IOI 2014: Taipéi, Taiwán
- IOI 2015: Almaty, Kazajistán
- IOI 2016: Kazán, Rusia
- IOI 2017: Teherán, Irán
- IOI 2018: Tsukuba, Japón
- IOI 2019: Bakú, Azerbaiyán
- IOI 2020: Singapur, Singapur (participación en línea)
- IOI 2021: Singapur, Singapur (participación en línea)
- IOI 2022: Yogyakarta, Indonesia (participación híbrida)
- IOI 2023: Szeged, Hungría
- IOI 2024: Alejandría, Egipto
- IOI 2025: Sucre, Bolivia

## Futuras Ediciones
- IOI 2026: Uzbekistán
- IOI 2027: Alemania
- IOI 2028: Japón
- IOI 2029: Bulgaria

## Olimpiadas nacionales
Cada país tiene su propio proceso de selección.  A continuación las ligas a algunos de los concursos nacionales en cada país:
- México
  - Olimpiada Mexicana de Informática
- España
  - Olimpiada Informática Española

- Argentina
  - Olimpiada Informática Argentina

- Chile
  - Olimpiadas Chilenas de Informática
- República Dominicana
  - Olimpiadas Dominicana de Informática

- Colombia
  - Olimpiadas Colombianas de Computación